# Gustavo Leopoldo Pérez
Gustavo Leopoldo Pérez  (Tucumán, Argentina, 10 de agosto de 1980), es un futbolista argentino juega como Arquero en Concepción FC del Torneo Federal A.
Durante su carrera ha sido parte importante de clubes como Atlético Tucumán y Sarmiento de Resistencia habiendo sido figura en este último durante un enfrentamiento contra Chaco for Ever por la Copa Argentina 2012-13. Surgió de las divisiones inferiores de UTA.

## Clubes
| Club                     | País      | Año            |
| ------------------------ | --------- | -------------- |
| UTA                      | Argentina | 2006-2007      |
| Atlético Tucumán         | Argentina | 2007-2008      |
| UTA                      | Argentina | 2009           |
| Concepción FC            | Argentina | 2009-2010      |
| Juventud Antoniana       | Argentina | 2010-2012      |
| Sarmiento de Resistencia | Argentina | 2012-2013      |
| Atlético Laguna Blanca   | Argentina | 2013-2014      |
| San Lorenzo de Alem      | Argentina | 2014-2015      |
| Concepción FC            | Argentina | 2016- presente |